# Оппортунистические заболевания
Оппортунистические инфекции (от лат. opportunus — удобный, выгодный, и лат. infectio — заражение, также англ. opportunity — возможность) — заболевания, вызываемые условно-патогенными вирусами или клеточными организмами (бактерии, грибы, простейшие), которые обычно не приводят к болезни здоровых особей (с нормальной иммунной системой). Например, оппортунистические инфекции развиваются у лиц с иммунодефицитными состояниями (при заражении ВИЧ-инфекцией, при химиотерапии или инфекционных осложнениях лучевой болезни).

## Причины
Иммунодефициты и иммуносупрессии могут быть вызваны:
- Недостаточным питанием
- Иммуносупрессивными лекарствами (например, в случае пересадки органов)
- Химиотерапией (в случае злокачественных неоплазий), причём, особенно сильно (практически полное угнетение иммунитета) при высокодозной химиотерапии — радикальном методе лечения, используемом для лечения онкогематологических заболеваний, таких как крайне злокачественная и агрессивная Т-клеточная лимфома
- Генетической предрасположенностью
- Повреждениями кожи
- Лечением антибиотиками
- Медицинскими процедурами
- Беременностью
- ВИЧ-инфекцией (СПИД)
- Лучевой болезнью (часто при лучевой болезни инфекционные осложнения являются причиной смерти, при лучевой болезни иммунодефицитные состояния наиболее опасны для жизни)
- Лизисом опухоли
- Отравлением некоторыми ксенобиотиками, обладающими ярко выраженным иммунодепрессивным действием, такими как ПХБ

## Классификация
Примером оппортунистического заболевания является саркома Капоши.
Оппортунистические заболевания вызывают следующие организмы:
- Вирусы
  - Цитомегаловирус
  - Вирус Эпштейна — Барр
  - Гепатиты
- Бактерии
  - Стафилококк золотистый
  - Стрептококк
  - Синегнойная палочка
  - Acinetobacter baumanni
  - Клостридии
- Грибы
  - Кандида
  - Аспергилл sp.
  - Пневмоцистис
  - Криптококк
  - Гистоплазмоз
  - Пекарские дрожжи
- Простейшие
  - Токсоплазма
  - Криптоспоридии

## Лечение
Лечение зависит от типа инфекции, против бактериальных инфекций обычно применяют антибиотики.